# Zespół Börjesona-Forssmana-Lehmana

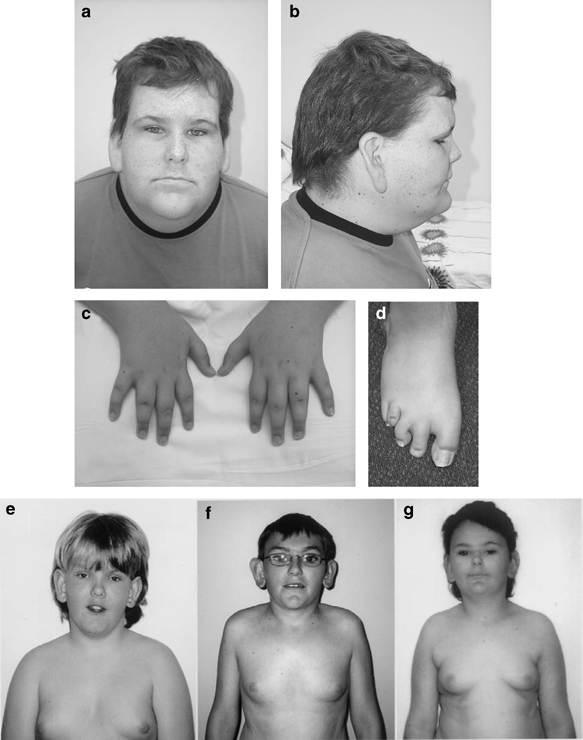
Fotografie chorych mężczyzn z zespołem Börjesona-Forssmana-Lehmanna (BFLS).

Zespół Börjesona-Forssmana-Lehmana (zespół Börjesona, ang. Börjeson-Forssman-Lehman syndrome, BFLS) – rzadki zespół wad wrodzonych uwarunkowany genetycznie.
Na fenotyp zespołu składają się ciężkie upośledzenie umysłowe, padaczka, hipogonadyzm, hipometabolizm, zaznaczona otyłość, obrzęk tkanki podskórnej twarzy, wąskie szpary powiekowe i duże, mięsiste (ale nie zdeformowane) małżowiny uszne. Chorują mężczyźni; u kobiet można stwierdzić łagodne objawy takie jak lekkie upośledzenie umysłowe. Udowodniono dziedziczenie choroby sprzężone z chromosomem X, i określono przyczynę schorzenia, jaką jest mutacja w genie PHF6 kodującym białko z rodziny białek zawierających motyw palca cynkowego. Jak dotąd nieznana jest funkcja tego białka i patomechanizmy prowadzące do obrazu klinicznego zespołu. Leczenie zespołu jest objawowe, wskazana jest konsultacja genetyczna w rodzinach, w których rozpoznano przypadki choroby. Diagnostyka różnicowa zespołu Börjesona, Forssmana i Lehmana obejmuje zespoły Pradera-Williego (OMIM#176270), Coffina-Lowry’ego (OMIM#303600) oraz Bardeta-Biedla (OMIM#209900). Zespół jako pierwsi opisali Mats Börjeson, Hans Forssman i O. Lehmann w 1962 roku, stąd jego nazwa.